# جوشوا بيريز
جوشوا بيريز (بالإنجليزية: Joshua Perez)‏ (21 يناير 1998 في الولايات المتحدة - ) هو لاعب كرة قدم أمريكي في مركز الهجوم. لعب مع فيورنتينا ونادي ليفورنو.

## وصلات خارجية
- جوشوا بيريز على موقع الدوري الأمريكي (الإنجليزية)
- جوشوا بيريز على موقع قاعدة بيانات كرة القدم.إي يو (الإنجليزية)
- جوشوا بيريز على موقع ناشيونال فوتبول تيمز (الإنجليزية)
- جوشوا بيريز على موقع Soccerway.com (الإنجليزية)